# 国医師
国医師（くにいし）は、律令制下に設けられた医師。国ごとに1名ずつ任命された。

## 概要
律令制で諸国に1名ずつ置かれ、教師として、国司の監督の下で国学の医生（いしょう）の教授を担当した。任国では部内巡行や、四度使として、任国の行政にも参画したという。
選叙令によると、式部省の判定による現地採用を原則とし、場合によっては隣国からの採用もやむを得ないとしていたが、人材難のため、中央の典薬寮の医生などから任命されることが一般化した。詳述すると、
1. 和銅元年4月（708年）の制では、「朝」（みかど）より遣わし補せられた者の「考選」は史生になずらえると、「土人（くにひと）・傍国（ちかくのくに）」の採用と区別されていた[1]。
2. 神亀5年8月（728年）の太政官奏上では、「博士・医師（くすし）の員（かず）、并（あは）せて、八考（8年間）を以て成選（じゃうせん）[2]す」とした[3]。また、この段階では国医師は国ごとに任命されていた。
3. 天平神護2年5月の太政官の奏上によると、「儒学と医学は学業を成就したものが少なく、人材不足であるため」、医師も数か国を兼任できるようになった[4]。
4. 宝亀10年閏5月（779年）の太政官奏上では病人の救急医療のことも考えて、再度国ごとに1名とされ、「六考（6年間）成選」に変更されている[5]。

また、霊亀2年5月（716年）の制には、典薬寮の学生で、修養不足なものについては、国医師に任命してはならぬ、としている。
待遇は天平宝字元年10月（757年）の太政官処分により、公廨稲は諸国の史生に準じて1分とされ、ほかも同様であった。当国から選ばれる場合は徭役が，隣国から派遣される場合は課役のすべてが免除され、公廨稲のほかにも職分田6段・事力が支給されていた。